# Morski Klub Sportowy Pogoń Szczecin 2012-2013
Questa voce raccoglie le informazioni riguardanti il Morski Klub Sportowy Pogoń Szczecin nelle competizioni ufficiali della stagione 2012-2013.

## Rosa
| N. |                       | Ruolo | Calciatore            |
| -- | --------------------- | ----- | --------------------- |
| 1  | Polonia (bandiera)    | P     | Krystian Rudnicki     |
| 2  | Polonia (bandiera)    | D     | Błażej Radler         |
| 3  | Polonia (bandiera)    | D     | Maciej Dąbrowski      |
| 4  | Polonia (bandiera)    | C     | Mateusz Szałek        |
| 5  | Brasile (bandiera)    | C     | Edi Andradina         |
| 6  | Polonia (bandiera)    | D     | Przemysław Pietruszka |
| 7  | Polonia (bandiera)    | A     | Łukasz Zwoliński      |
| 8  | Slovacchia (bandiera) | D     | Peter Hricko          |
| 9  | Polonia (bandiera)    | C     | Adam Frączczak        |
| 10 | Camerun (bandiera)    | A     | Donald Djoussé        |
| 11 | Polonia (bandiera)    | C     | Robert Kolendowicz    |
| 12 | Slovacchia (bandiera) | P     | Dušan Perniš          |
| 14 | Polonia (bandiera)    | C     | Wojciech Golla        |
| 15 | Polonia (bandiera)    | C     | Grzegorz Bonin        |

| N. |                         | Ruolo | Calciatore           |
| -- | ----------------------- | ----- | -------------------- |
| 16 | Polonia (bandiera)      | C     | Adrian Budka         |
| 17 | Polonia (bandiera)      | C     | Maksymilian Rogalski |
| 18 | Polonia (bandiera)      | A     | Radosław Wiśniewski  |
| 19 | RD del Congo (bandiera) | D     | Emil Noll            |
| 20 | Polonia (bandiera)      | C     | Bartosz Ława         |
| 21 | Polonia (bandiera)      | P     | Bartosz Fabiniak     |
| 22 | Polonia (bandiera)      | A     | Kamil Zieliński      |
| 24 | Estonia (bandiera)      | C     | Sergei Mošnikov      |
| 25 | Polonia (bandiera)      | C     | Sebastian Rudol      |
| 27 | Giappone (bandiera)     | C     | Takafumi Akahoshi    |
| 28 | Polonia (bandiera)      | C     | Mateusz Lewandowski  |
| 44 | Brasile (bandiera)      | D     | Hernâni              |
| 84 | Polonia (bandiera)      | P     | Radosław Janukiewicz |
| 99 | Senegal (bandiera)      | A     | Mouhamadou Traoré    |